# Giants
Giants – siedemnasty studyjny album zespołu The Stranglers. Album został wydany 6 marca 2012 roku. Producentem płyty był Louie Nicastro. Album zajął 48. miejsce na brytyjskiej liście sprzedaży UK Albums Chart.

## Utwory
1. „Another Camden Afternoon” – 4:05
2. „Freedom Is Insane” – 6:20
3. „Giants” – 3:44
4. „Lowlands” – 3:16
5. „Boom Boom” – 3:24
6. „My Fickle Resolve” – 5:34
7. „Time Was Once On My Side” – 3:33
8. „Mercury Rising” – 3:39
9. „Adios (Tango)” – 4:41
10. „15 Steps” – 4:58

## Muzycy
- Jean-Jacques Burnel – gitara basowa, śpiew
- Baz Warne – gitara, śpiew
- Dave Greenfield – instrumenty klawiszowe, śpiew
- Jet Black – perkusja, instrumenty perkusyjne